# Berkenyes
Berkenyes (románul Berchieşu) falu Romániában, Kolozs megyében.

## Fekvése
Kolozsvártól 42 km-re keletre, Magyarfráta, Aranykút, Tótháza és Csehtelke közt fekvő település.

## Története
1332-ben Berekenes néven említik először. 1332-ben plébániatemploma volt.
A 16. században a magyar lakosság mellé románok is betelepülnek. A katolikus lakosság a reformáció idején felvette a református vallást, a 18. századig önálló egyházközség, majd a hívek megcsappant száma miatt filia lett, mely Magyarfrátához tartozik jelenleg is.
A trianoni békeszerződésig Kolozs vármegye Mocsi járásához tartozott.

## Lakossága
1910-ben 719 lakosából 501 fő román, 161 magyar és 57 cigány volt.
2002-ben 758 lakosa volt, ebből 652 fő (86,0%) román, 62 (8,2%) magyar nemzetiségűnek, 43 (5,7%) cigány etnikumúnak és 1 fő szerb nemzetiségűnek vallotta magát.

## Nevezetesség
- Szent Mihály és Gábriel arkangyalok fatemplom[2]